# 18 km (obwód pskowski)
18 km, Paniowo (ros. 18 км, Панёво) – przystanek kolejowy w pobliżu miejscowości Pronicy i Paniewo, w rejonie pskowskim, w obwodzie pskowskim, w Rosji. Położony jest na linii Psków - Valga - Ryga.